# Adolph Nehrkorn

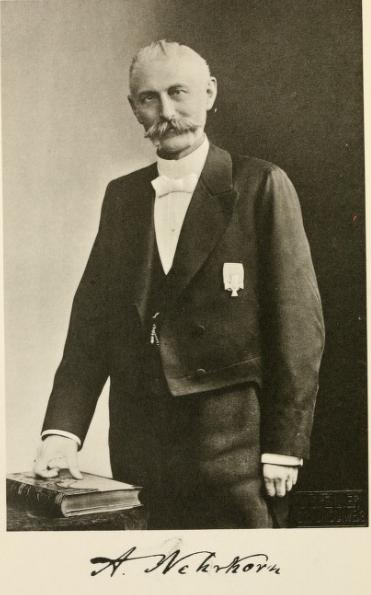
Adolph Nehrkorn

Adolph Nehrkorn (* 29. Dezember 1841 in Riddagshausen; † 8. April 1916 in Braunschweig) war ein deutscher Ornithologe und Oologe.

## Leben
Nachdem Nehrkorn einige Jahre als Landwirt gearbeitet hatte, studierte er in Berlin Naturwissenschaften. 1866 wurde er als herzoglicher Amtsrat Pächter der Domäne Riddagshausen, die bereits sein Vater verwaltet hatte. In dem an Wasservögeln reichen Naturschutzgebiet Riddagshäuser Teiche war Nehrkorn schon als Kind von der Vogelbeobachtung fasziniert. Adolph Nehrkorns Kontakte zu Rudolf Blasius und Wilhelm Blasius führten ihn zu seinem Forschungsschwerpunkt, der Oologie. Durch Tausch, Kauf und eigene Reisen trug Nehrkorn die, nach Arten gemessen, weltweit größte Vogeleiersammlung des ausgehenden 19. Jahrhunderts zusammen. Sie umfasste 5843 Arten aus allen Teilen der Welt und übertraf die Vogeleiersammlung des British Museum um fast 1500 Arten. In späteren Jahren sammelte Nehrkorn Vogelbälge. Diese aus 5000 Stücken von ungefähr 4000 Arten bestehende Vogelsammlung befindet sich zusammen mit Eiern von 3500 Vogelarten im Naturhistorischen Museum Braunschweig. Eine Kollektion von 20.000 Vogeleiern, die Nehrkorn 1905 dem Berliner Museum vermachte, wurde während eines Bombenangriffs auf das Museum im Zweiten Weltkrieg komplett zerstört. 1868 wurde Nehrkorn Mitglied der Deutschen Ornithologen-Gesellschaft. Für das Ornithologische Centralblatt, die Ornithologischen Monatsberichte und das Journal für Ornithologie verfasste Nehrkorn mehrere oologische Artikel, darunter „Mittheilungen über Nester und Eier des Museum Godeffroy zu Hamburg“, der 1879 veröffentlicht wurde. 1899 und 1910 gab er einen Katalog über seine Eiersammlungen heraus.
Nehrkorn war Mitglied der Freimaurerloge Carl zur gekrönten Säule in Braunschweig.

## Dedikationsnamen
Einige Vogeltaxa tragen Nehrkorns Namen im Artepitheton, darunter der Sangihe-Brillenvogel (Zosterops nehrkorni), der Nehrkorn-Mistelfresser (Dicaeum nehrkorni), Hyliota violacea nehrkorni (Unterart der Violettmantelhyliota), Parus semilarvatus nehrkorni (Unterart der Weißstirnmeise), Neolesbia nehrkorni (Hybride zwischen Himmelssylphe und Kurzschnabelkolibri) und Coracina tenuirostris nehrkorni (Unterart des Mönchsraupenfängers).